# Nico Desideri
Nico Desideri, pseudonimo di Nicola Iadicicco (Marcianise, 21 luglio 1970), è un cantante italiano.

## Biografia
Nato a Marcianise, in provincia di Caserta, Nico Desideri inizia la sua carriera nel 1992, con il primo lavoro discografico intitolato Amore... cocco... cola e melodia. Due anni più tardi, nel 1994 realizza invece l'album Una donna una storia. Nel 1996 Nico Desideri pubblica l'album Sò é miez a via.
Nel 1998 pubblica Crescerai, dedicato al figlio Salvatore e Non cambierò. Nel 2003 il cantante è ospite al Festival di Napoli. Dopo quasi 4 anni dalla sua ultima pubblicazione, Nico Desideri torna poi con l'album Rieccomi, mentre dal 2011 va in scena con i suoi due figli Salvatore e Giuliano (noti anche col nome d'arte I Desideri), coi quali incide diversi brani unendo il loro genere pop rap alla sua voce melodica come ad esempio in Senza ce penza e Made in Napoly. Nel 2014 pubblica l'album Start e nel 2015 Hey zio. Nel 2017 propone Chest è Napule.
I suoi figli Salvatore e Giuliano, sempre come I Desideri, sono stati confermati fra i venti artisti partecipanti a Sanremo Giovani 2020, festival musicale che ha selezionato sei degli otto artisti emergenti per la categoria "Nuove proposte" per il 71º Festival di Sanremo. Dopo aver superato le semifinali con il brano Lo stesso cielo, il duo manca la qualificazione al festival, riuscendo comunque a conquistare il premio TIMmusic. Il duo ha successivamente collaborato con diversi artisti tra i quali Astol e Chiara Galiazzo.

## Discografia

### Album in studio

#### Da solista
- 1992 – Amore... cocco... cola e melodia
- 1994 – Una donna e una vita
- 1996 – Sò é miez a via
- 1998 – Crescerai
- 1999 – Non cambierò
- 2002 – Salvami l'anima
- 2003 – E m'Annamoro dei miei successi
- 2005 – Cappuccetto rosso
- 2009 – Rieccomi
- 2019 – Puortame cù te
- 2024 – Generazioni

#### Come Nico e i suoi desideri
- 2014 – Start
- 2015 – Hey zio

### Singoli

#### Da solista
- 2019 – Puortame cu te